# Adam und Eva (Hacks)
Adam und Eva ist ein Bühnenstück von Peter Hacks, das dieser 1972 schrieb. Das Stück handelt von den biblischen Figuren Adam und Eva und nutzt die Interpretation des Sündenfalls durch den Philosophen Georg Wilhelm Friedrich Hegel, um die Geschichte zu einem allgemeinen Weltbild auszuarbeiten, so sind die Charaktere des Engelsfürsten Gabriel und des Höllenfürsten Satanael, der mit seinem Bruderengel einen Handel vereinbart, indem er sich in die verführerische Schlange verwandelt, neu in die Handlung integriert.
Die Uraufführung erfolgte 1973 unter der Regie von Klaus Dieter Kirst am Staatsschauspiel Dresden.

## Hörspiel
Beim Rundfunk der DDR erschien 1979 unter Leitung von Werner Grunow ein Hörspiel des Stücks Adam und Eva mit Frank Lienert und Angelika Waller in den Titelrollen. Ekkehard Schall sprach den Engelsfürsten Gabriel, Michael Gwisdek den Höllenfürsten Satanael und Valtr Taub den Gott.